# Font, safareig i abeurador de l'Ametlla de Segarra
Font, safareig i abeurador de l'Ametlla de Segarra és un conjunt arquitectònic del nucli de l'Ametlla de Segarra, al municipi de Montoliu de Segarra (Segarra), inclòs a l'Inventari del Patrimoni Arquitectònic de Catalunya.

## Descripció
Aquest conjunt està situat fora del nucli urbà, seguint el camí de la Font, a un quilòmetre del poble. Es tracta d'una estructura d'obra situada al costat dret del camí, i que aprofita un recer de natural d'un marge. Tot el conjunt se situa al llarg d'un pany de mur i presenta un parament a base de pedres mig picades irregulars i lligades amb argila i falcades amb resquills de pedra desbastada. Primer de tot, se situa l'estructura de la font, mitjançant l'obertura d'un nínxol rectangular, on se situa una pica de pedra per recollir l'aigua a la seva part inferior. Seguidament, aquesta aigua circula cap a un abeurador i passa finalment a un petit safareig, on es disposa d'una llosa inclinada per rentar la roba. Encara es conserven clavades al parament del mur, les anelles per lligar els animals, cavalls o mules.